# Gainesville (Géorgie)
Pour les articles homonymes, voir Gainesville.
Gainesville est une ville du comté de Hall, en Géorgie, aux États-Unis.

## Démographie
| Groupe                           | Gainesville | Géorgie | États-Unis |
| -------------------------------- | ----------- | ------- | ---------- |
| Blancs                           | 54,2        | 59,7    | 72,4       |
| Afro-Américains                  | 15,2        | 30,5    | 12,6       |
| Asiatiques                       | 3,2         | 3,3     | 4,8        |
| Métis                            | 3,2         | 2,1     | 2,9        |
| Autres                           | 2,3         | 4,1     | 6,2        |
| Amérindiens                      | 0,7         | 0,3     | 0,9        |
| Océaniens                        | 0,2         | 0,1     | 0,2        |
| Total                            | 100         | 100     | 100        |
|                                  |             |         |            |
| Hispaniques et Latino-Américains | 41,6        | 8,8     | 16,7       |

Selon l'American Community Survey, pour la période 2011-2015, 57,79 % de la population âgée de plus de 5 ans déclare parler l'anglais à la maison, 37,50 % l'espagnol, 2,32 % le vietnamien, 0,56 % une langue africaine, 0,51 % une langue chinoise et 1,32 % une autre langue.
| 1860 | 1870 | 1880  | 1890  | 1900  | 1910  |
| ---- | ---- | ----- | ----- | ----- | ----- |
| 344  | 472  | 1 919 | 3 202 | 4 382 | 5 925 |

| 1920  | 1930  | 1940   | 1950   | 1960   | 1970   |
| ----- | ----- | ------ | ------ | ------ | ------ |
| 6 272 | 8 624 | 10 243 | 11 936 | 16 523 | 15 459 |

| 1980   | 1990   | 2000   | 2010   | - | - |
| ------ | ------ | ------ | ------ | - | - |
| 15 280 | 17 885 | 25 578 | 33 804 | - | - |